# Henryk Wojciechowski
Henryk Wojciechowski (ur. 8 lipca 1948) – polski polityk, inżynier, w latach 1996–1997 wojewoda gdański.

## Życiorys
Ukończył studia na Wydziale Mechanicznym Politechniki Gdańskiej oraz studium organizacji i zarządzania na Uniwersytecie Gdańskim. Od 1973 do 1990 pracował w Gdańskich Zakładach Elektronicznych „Unimor”, dochodząc do stanowiska pełnomocnika dyrektora. W pierwszej połowie lat 90. był m.in. prezesem zarządu Zakładu Hydrauliki Siłowej „Hydromech”. Od 1996 do 1997 z ramienia Sojuszu Lewicy Demokratycznej sprawował urząd wojewody gdańskiego. Później był zatrudniony m.in. w towarzystwie ubezpieczeniowym i jako doradca w Gdańskiej Wyższej Szkole Humanistycznej. W 1998 i 2002 uzyskiwał mandat radnego sejmiku pomorskiego I i II kadencji. Przewodniczył też radzie nadzorczej GKE Energa S.A. w Gdańsku. W 2006, 2010 i 2014 nie uzyskiwał ponownie mandatu radnego. W 2001 kandydował także bez powodzenia do Senatu, a w 2014 do Parlamentu Europejskiego.
W 2002 został dyrektorem Pomorskiej Regionalnej Kasy Chorych, następnie w 2003 dyrektorem oddziału wojewódzkiego Narodowego Funduszu Zdrowia. Stanowisko to zajmował do 2006. W 2007 objął funkcję zastępcy prezydenta Starogardu Gdańskiego.
W 1997 otrzymał Złoty Krzyż Zasługi.